# Црква Светог архангела Гаврила у Стрезимировцима
Црква Светог архангела Гаврила у Стрезимировцима, насељеном месту на територији општине Сурдулица, православни је храм који припада Епархији врањској Српске православне цркве.
Црква посвећена Светом архангелу Гаврило саграђена је средином 19. века, од стране мештана села Стрезимировци. Црква је једнобродна грађевина, са полукружном олтарском апсидом.